# فريدريك أبلتون سميث
فريدريك أبلتون سميث (بالإنجليزية: Frederick Appleton Smith)‏ هو عسكري أمريكي، ولد في 15 مايو 1849 في نيويورك في الولايات المتحدة، وتوفي في 4 فبراير 1922 في نيويورك في الولايات المتحدة.